# The Boss Baby
The Boss Baby (titulada Un jefe en pañales en Hispanoamérica y Bebé jefazo en España) es una película de comedia animada por computadora 3D de 2017, basada en el libro ilustrado de 2010 del mismo nombre escrito e ilustrado por Marla Frazee. La película fue producida por DreamWorks Animation y dirigida por Tom McGrath y escrita por Michael McCullers. Las voces son puestas por Alec Baldwin, Miles Christopher Bakshi, Steve Buscemi, Jimmy Kimmel, Lisa Kudrow y Tobey Maguire. La trama sigue a un bebé que es un agente secreto en la guerra secreta entre bebés y perritos.
The Boss Baby se estrenó en Miami el 12 de marzo de 2017 y fue lanzado por 20th Century Fox el 31 de marzo de 2017 en México y Estados Unidos.

## Argumento
Tim Templeton (voz de Miles Bakshi), de siete años, tiene una imaginación activa. Tiene todo el amor del mundo de sus padres Ted y Janice (voces de Jimmy Kimmel y Lisa Kudrow), quienes juegan con él en todas sus aventuras. Ted y Janice trabajan en PuppyCo en el departamento de marketing, lo que a Tim le parece un trabajo genial. Como narra el yo adulto de Tim (voz de Tobey Maguire), las cosas cambiaron cuando los padres de Tim le preguntaron cómo se sentiría al tener un hermanito. El joven Tim les dice que es suficiente, sin saber que su madre está embarazada.
Dentro de los cimientos de BabyCorp, nacen numerosos bebés (nunca se explicó cómo) y se procesan a través de una cinta transportadora. Un bebé pequeño en particular sigue los pasos, obteniendo un pañal nuevo y un chupete. La máquina de cosquillas determina dónde se colocan los bebés. Si se ríen, se envían a las familias. Si no reaccionan, se envían a la gerencia. El bebé es empujado a la gerencia y se le da su propio traje, reloj y maletín antes de ser asignado a su cubículo.
Tim mira ansiosamente por la ventana para ver a sus padres regresar en un taxi con su nuevo bebé. Es el mismo bebé de antes, The Boss Baby (voz de Alec Baldwin), pavoneándose hasta la puerta principal con su maletín, para desconcierto de Tim. Desde el momento en que entra en la casa, Boss Baby comienza a comandar la casa. Ted y Janice están tan ocupados tratando de complacer a Boss Baby que Tim comienza a sentirse excluido. Sin embargo, Tim parece ser el único que encuentra algo sospechoso en Boss Baby, con su traje y maletín destacándose.
Tim se cuela en la habitación de Boss Baby esa noche y lo escucha hablar con la voz de un hombre adulto por un teléfono de juguete. Parece estar conspirando con alguien hasta que Tim lo atrapa y obliga a Boss Baby a admitir que puede hablar. Aunque Tim cree que tiene algo sobre él, Boss Baby no se inmuta y saca un archivo de Tim, afirmando que sabe cosas como que el segundo nombre de Tim es Leslie. Boss Baby advierte a Tim que si no se pone en forma, sus padres pueden "despedirlo".
La rivalidad entre Tim y Boss Baby llega a un clímax cuando Tim espía a Boss Baby mientras tiene una cita para jugar con otros socios bebés: Jimbo (voz de David Soren), Staci (voz de ViviAnn Yee) y los Trillizos (voz de Eric Bell, Jr.). Boss Baby hace una presentación sobre el enemigo de BabyCorp, PuppyCo. El director ejecutivo, Francis Francis (voz de Steve Buscemi), está listo para presentar su cachorro más nuevo, lo que podría significar problemas para los bebés en todas partes. Los otros bebés comienzan a ponerse ansiosos cuando Boss Baby comienza a preguntar qué aprendieron de la presentación. Ponen su acto de bebé para los padres cuando vienen.
Tim tiene una cinta de la conversación de los bebés, pero los bebés lo atrapan y salen a buscar la cinta. Esto lleva a Tim a tener que evadir a los bebés en el patio trasero mientras intenta mostrar la cinta a sus padres. Boss Baby monta un auto pequeño para buscar a Tim mientras los otros bebés lo persiguen. Tim atrapa a Staci en la caja de arena mientras Jimbo atraviesa una valla, y los Trillizos también son detenidos. Tim regresa corriendo a la casa, justo cuando los adultos caminan afuera para ver a sus hijos en una escena caótica. Tim corre a la oficina de sus padres y encuentra a Boss Baby sentado en su silla. Exige la cinta o dañará al muñeco de peluche favorito de Tim, Lamb-Lamb. Luchan por él y accidentalmente le arrancan la cabeza a Lamb-Lamb. Tim gruñe y coge a Boss Baby, lo pone en su andador y lo amenaza con lanzarlo por la ventana. Ted y Janice entran y ven esto, lo que hace que Tim lance la cinta a la calle, dando por perdida la evidencia. Como creen que está tratando de hacer daño a su hermano, los padres de Tim lo castigan por 3 semanas hasta que se haga amigo de Boss Baby.
Boss Baby entra en la habitación de Tim mientras llora. Decide finalmente explicarle su situación al chico. Boss Baby le da a Tim uno de sus chupetes y le dice que lo chupe hasta que encuentre las respuestas que busca. Luego, los dos se teletransportan a BabyCorp como proyecciones, observando cómo funciona todo. Boss Baby explica cómo llegó a la gerencia y cómo ha habido muchos otros grandes Boss Babies antes que él. Su propio jefe, Big Boss Baby (voz de Edie Mirman), dirige su departamento con mano de hierro. Boss Baby aspira a ser como el bebé más famoso, Super Colossal Big Fat Boss Baby, para que pueda obtener la promoción de sus sueños con su propia oficina y orinal personal. También explica cómo los bebés se mantienen bebés, que es bebiendo una fórmula especial que evita que envejezcan. Cuando se ve a Big Boss Baby exigiendo resultados de Boss Baby, entra en pánico y él y Tim vuelven a la realidad. Explica que si no tiene éxito en su misión de derribar a PuppyCo, lo despedirán y se verá obligado a vivir con los Templeton para siempre. Tim luego acepta ayudar a Boss Baby, pero solo para poder irse.
Luego, los niños intentan fingir ante sus padres que se aman y juegan juntos, mientras trabajan juntos para encontrar información sobre el nuevo cachorro. Ted y Janice luego invitan a los niños al "Día de traer a su hijo al trabajo" en PuppyCo. Una vez allí, Ted y Janice invitan a Tim a pasar tiempo con ellos mientras dejan a Boss Baby en la fosa para cachorros. Tim lo piensa, pero decide quedarse con Boss Baby para que puedan buscar al nuevo cachorro. Tim hace que Boss Baby se disfrace de cachorro para pasar la seguridad. Entran en una habitación y encuentran un archivo sobre el nuevo cachorro, pero deben reemplazarlo por otro archivo. Funciona hasta que Boss Baby babea sobre el reemplazo, activando una trampa. El archivo del cachorro resulta ser falso. Los chicos son atrapados por Eugene (voz de Conrad Vernon), un hombre disfrazado de mascota de PuppyCo.
Eugene lleva a los niños a conocer a Francis. Él les revela que él es Super Colossal Big Fat Boss Baby, ahora todo adulto. Cuando era un bebé, obtuvo el ascenso que quería y estaba en la cima de su carrera. Pero debido a que es intolerante a la lactosa, la fórmula dejó de funcionar para él y lo echaron de BabyCorp. Ahora, planea vengarse de ellos creando Forever Puppy, que seguirá siendo un lindo cachorro para siempre, robándoles todo el amor a los bebés. Lo único que necesita Francis es alguna fórmula para crear el cachorro, que Eugene saca de la mochila de Tim. Luego envía a los niños lejos.
Ted y Janice dejan a los niños con Eugene (disfrazado de ama de llaves) mientras van con Francis a Las Vegas para presentar el Forever Puppy. Sin la fórmula, Boss Baby comienza a actuar como un bebé real. Tim y Boss Baby idean un plan para escapar de Eugene fingiendo que Boss Baby está enfermo y arrojando vómitos falsos por todo Eugene. Luego, los niños se alejan en la bicicleta de Tim, mientras que Eugene los persigue en un carro. Boss Baby llama a Staci y le pide que reúna a Jimbo y los trillizos para ayudar a los niños. Juntos, llevan a Tim y Boss Baby al aeropuerto mientras detienen a Eugene. Desafortunadamente, el avión a Las Vegas despega antes de que los niños puedan detener a sus padres. Luego discuten y ambos se echan la culpa el uno al otro, con Tim culpando a Boss Baby por ser un bebé normal en el peor momento, mientras que Boss Baby argumenta que habrían llegado más rápido si Tim pudiera andar en bicicleta sin ruedas de entrenamiento. Tim le dice que no sabe nada sobre tener una familia real, lo que lleva a Boss Baby a deshacerse de Tim y dejarlo solo en el aeropuerto.
Horas más tarde, Boss Baby llama a Tim al teléfono que está justo al lado de él. Se reconcilian y deciden trabajar juntos para llegar a Las Vegas ellos mismos, ya que ahora saben que se necesitan mutuamente. Los chicos siguen a los imitadores de Elvis para una convención en Las Vegas, sin saber que Eugene también los sigue.
En el viaje en avión a Las Vegas, Tim finge que él y Boss Baby son los hijos del capitán para obtener beneficios especiales. Le muestra a Boss Baby cómo divertirse al participar en un escenario de tiempo de juego en el que son piratas que secuestran un barco. Boss Baby realmente se involucra y se divierte de verdad por primera vez en su vida.
Los chicos llegan a Las Vegas y llegan al centro de convenciones para la inauguración. Francis revela el Forever Puppy al público con Ted y Janice ayudándolo. Cuando los chicos se revelan, Francis encierra a Ted y Janice dentro de un corazón gigante y se los lleva. Eugene intenta atrapar a los niños mientras corren detrás de Francis, quien está listo para lanzar literalmente a los Forever Puppies con un cohete. Eugene corre a través de un conjunto de tubos para llegar a los niños, pero lo engañan y lo hacen caer en una caja de arena gigante para que los gatos lo rasguñen. Los chicos alcanzan a Francis, quien intenta tirarlos por la cornisa. Tim y Boss Baby recrean su juego de piratas y arrojan a Francis a una tina de fórmula. Se apresuran a salvar a sus padres y sacar a los cachorros del cohete. Boss Baby luego se convierte en un bebé normal y se queda atrapado en el cohete hasta que Tim canta "Blackbird" de Paul McCartney para bajar al bebé. Tim luego protege a su hermano cuando se lanza el cohete vacío.
Tim corre hacia la tina de fórmula y le da a Boss Baby un poco para que vuelva a la normalidad. Luego, Francis emerge de la tina, ahora volvió a ser Super Colossal Big Fat Boss Baby. Amenaza a los niños hasta que Eugene lo recoge y le da un chupete. Eugene les dice a los niños que esta vez criará a Francis de la manera correcta.
Los niños se van a casa y Boss Baby puede irse para obtener su ascenso. Los otros bebés de BabyCorp borran los recuerdos del bebé de Ted y Janice y eliminan cualquier evidencia de que estuvo allí, pero Tim elige no olvidarlo. Boss Baby vuelve a trabajar como un héroe y obtiene su promoción como quería. Sin embargo, ambos chicos se extrañan y no se sienten felices a pesar de que obtuvieron lo que querían.
Tim escribe una carta a Boss Baby y le envía algunos de sus juguetes. Boss Baby se emociona y corre a la sala principal para jugar con la computadora y básicamente se da por vencido. Pasa por la cinta transportadora y se envía a sí mismo por el conducto "familiar".
Algún tiempo después, Boss Baby regresa a la familia como un bebé normal, ahora llamado Theodore Lindsay Templeton. Tim está emocionado de verlo, ya que el bebé parece recordarlo. Corre y agarra a su nuevo hermanito. Los dos luego pasan a tener muchas aventuras.
Saltamos al futuro con el adulto Tim contándole toda la historia a su hija, que está a punto de conocer a su propia hermanita. Con ellos está Adult Ted, que todavía tiene un buen vínculo fraternal con Tim. La hija de Tim mira en la sala de partos y ve a su hermanita. Para su sorpresa, el bebé se levanta de su cama y viste un traje.

## Reparto
- Alec Baldwin como Theodore "el jefe en pañales" Lindsey Templeton, CEO de Baby Corp.[5]
- Miles Christopher Bakshi como Timothy Leslie "Tim" Templeton.[5]
  - Tobey Maguire como Tim de adulto (narrador).[5]
- Steve Buscemi como Francis E. Francis, CEO de Puppy Co.[6]
- Jimmy Kimmel como Ted Templeton, marido de Janice y padre de Tim Templeton.
- Lisa Kudrow como Janice Templeton, mujer de Ted y madre de Tim.[6]
- Conrad Vernon como Eugene Francis, hermano y secuaz de Francis E. Francis.
- James McGrath como Wizzie, el reloj alarma hechicero de Tim.
- David Soren como Jimbo.
- Nina Zoe Bakshi como la hija de Tim.
- Tom McGrath como el chef de televisión.
- Walt Dohrn como el fotógrafo.
- James Ryan como el oso de peluche.
- Eric Bell Jr. como los trillizos.
- ViviAnn Yee como Staci.
- Edie Mirman como la gran jefa bebé, jefa del jefe bebé.
- James McGrath y Joseph Izzo como los imitadores de Elvis.

Doblaje
| Personaje                        | Actor original Estados Unidos | Actor de doblaje Hispanoamérica | Actor de doblaje España |
| -------------------------------- | ----------------------------- | ------------------------------- | ----------------------- |
| Theodore "Bebé Jefazo" Templeton | Alec Baldwin                  | Mario Arvizu                    | José Coronado           |
| Timothy "Tim" Templeton          | Miles Christopher Bakshi      | David Reyes                     | Jaden Montes            |
| Tim (adulto)                     | Tobey Maguire                 | Luis Daniel Ramirez             | Pep Papell              |
| Ted Templeton                    | Jimmy Kimmel                  | Arturo Mercado Jr.              | Sergio Zamora           |
| Janice Templeton                 | Lisa Kudrow                   | Cony Madera                     | Alba Sola               |
| Francis Francis                  | Steve Buscemi                 | Pedro D'Aguillón Jr.            | Pep Anton Muñoz         |
| Eugene Francis                   | Conrad Vernon                 | Dan Osorio                      | Rafael Azcarraga        |

## Producción
Al leer el libro original en el que se basa la película, McGrath sintió una conexión con él, ya que tenía un hermano mayor y se sentía como "el bebé jefe de la familia". En Siguiendo con ese tema, declaró, en una entrevista con Den of Geek, que "Mi objetivo personal con esto era ver esta película con mi hermano y ver cómo le afectaba", lo que provocó que el hermano de McGrath se conmoviera hasta las lágrimas. por la película completa.
El aspecto de la película se inspiró en técnicas de diseño popularizadas en la década de 1960, así como películas animadas de las décadas de 1950 y 1960. Esto se debió a la creencia de McGrath de que las películas de animación contemporáneas se centraban demasiado en el realismo. Para ayudar a su personal, McGrath interpretaría la escena de apertura de "La dama y el vagabundo" para los nuevos empleados, y señaló específicamente que la película "debería ser agradable a la vista y llevar la vista a lo que es importante en la toma.

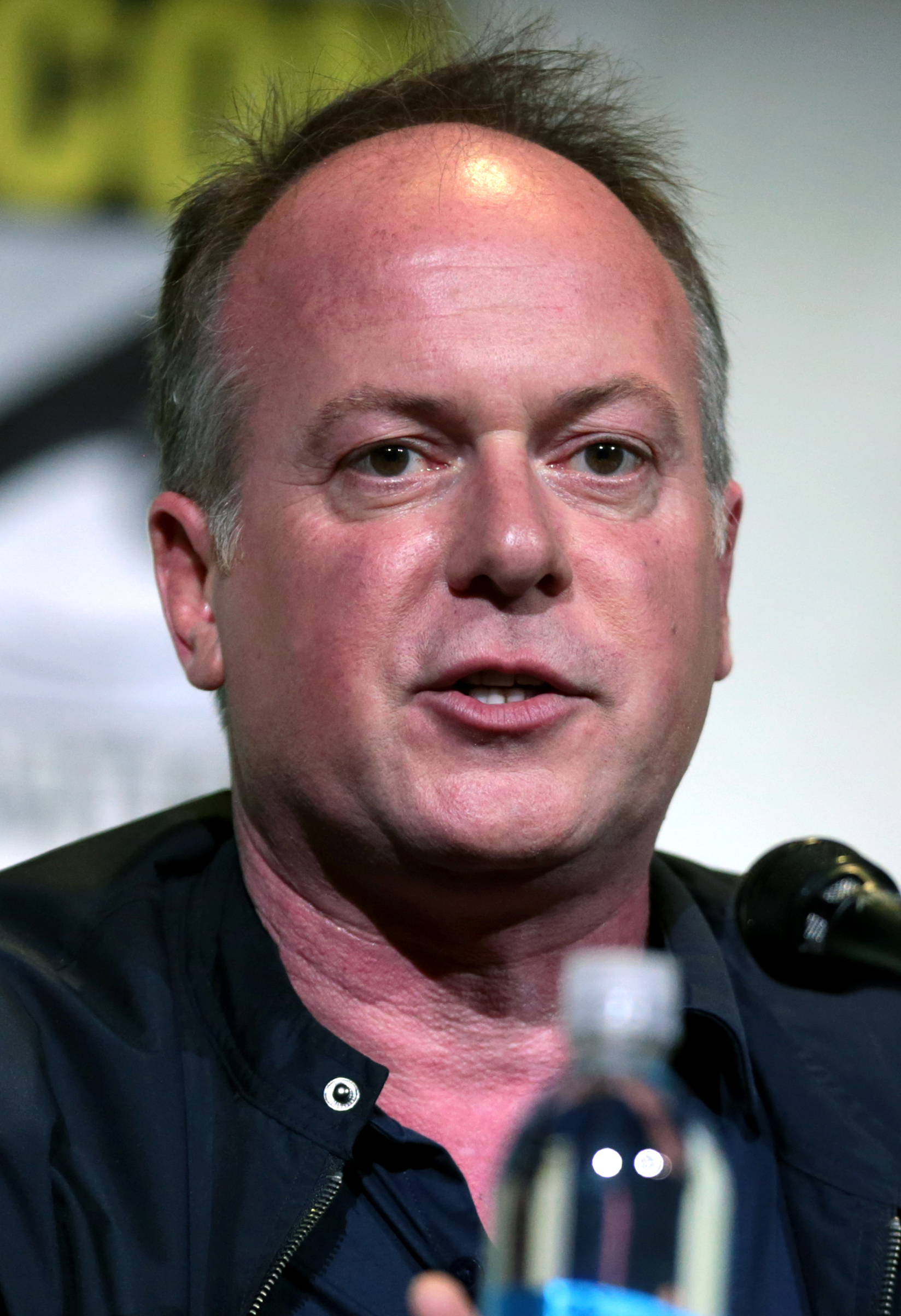
El director Tom McGrath en la San Diego Comic-Con

En septiembre de 2014, Alec Baldwin y Kevin Spacey se unieron al elenco de la película, con más noticias de casting anunciadas en junio de 2016, incluido Steve Buscemi reemplazando a Spacey.
Miles Bakshi, hijo del productor de DreamWorks Animation Gina Shay y nieto del director de cine Ralph Bakshi, que dirigió la película de comedia animada para adultos estadounidense de 1972   Fritz the Cat , brindó la voz de Tim, de 7 años. Habiendo estado a menudo presente en DreamWorks, McGrath inicialmente le pidió a Bakshi que le diera una voz temporal a Tim para ver si el personaje "funcionaba". Los productores escucharon de 30 a 40 niños para elegir la voz scratch. McGrath explicó su decisión: "Nadie sonaba tan auténtico como Miles. Muchos niños actores son geniales, pero son demasiado articulados para su edad. Miles era natural y encantador. Tenía un poco de difamación en su voz al tiempo y fue muy entrañable ". Tres años más tarde, le dijeron a Miles que consiguió el papel. Bakshi tenía 10 años cuando comenzó a grabar la voz. Durante el largo proceso, su voz comenzó a cambiar y "al final se puso bastante difícil", según Bakshi, quien tenía 14 años cuando se estrenó la película. Tenía que conseguir que su voz "fuera muy suave, pero cuando conseguí ese tono perfecto, fue genial".

## Diálogo
Tim: ¡Estas frito, bebe!
Boss Baby: ¡Aupa, quiero aupa!

## Música
La película fue musicalizada por Hans Zimmer, junto con Steve Mazzaro y otros artistas. La banda sonora de la película fue lanzada en Back Lot Music y iTunes. El tema "Blackbird" de The Beatles se utiliza como parte de la trama en varios puntos a lo largo de la película.